# Іванчуківська сільська рада
Іванчукі́вська сільська́ ра́да — адміністративно-територіальна одиниця та орган місцевого самоврядування в Ізюмському районі Харківської області. Адміністративний центр — село Іванчуківка.

## Загальні відомості
- Територія ради: 42,46 км²
- Населення ради: 1 023 осіб (станом на 2001 рік)
- Територією ради протікає річка Сіверський Дінець.

## Населені пункти
Сільській раді були підпорядковані населені пункти:
- с. Іванчуківка
- с. Лисогірка
- с. Новопавлівка
- с. Поляна
- с. Щасливе

## Склад ради
Рада складалася з 16 депутатів та голови.
- Голова ради: Федоряка Микола Володимирович
- Секретар ради: Харитонова Оксана Павлівна

### Керівний склад попередніх скликань
| Прізвище, ім'я, по батькові      | Основні відомості                                                                     | Дата обрання | Дата звільнення |
| -------------------------------- | ------------------------------------------------------------------------------------- | ------------ | --------------- |
| Афанасенко Володимир Миколайович | Сільський голова, 1946 року народження, безпартійний                                  | 26.03.2006   | 02.02.2009      |
| Федоряка Галина Петрівна         | Сільський голова, 1958 року народження, освіта середня загальна, член Партії регіонів | 02.08.2009   | 31.10.2010      |
| Федоряка Галина Петрівна         | Сільський голова, 1956 року народження, освіта середня загальна, член Партії регіонів | 31.10.2010   | 25.10.2015      |
| Федоряка Микола Володимирович    | Сільський голова, 1979 року народження, освіта професійно-технічна, позапартійний     | 25.10.2015   |                 |

Примітка: таблиця складена за даними сайту Верховної Ради України

### Депутати
За результатами місцевих виборів 2010 року депутатами ради стали:

#### За суб'єктами висування
| Суб'єкт висування    | Кількість обраних депутатів | %    |
| -------------------- | --------------------------- | ---- |
| Самовисування        | 9                           | 56,3 |
| Партія регіонів      | 6                           | 37,5 |
| Партія «Відродження» | 1                           | 6,3  |

#### За округами
| № округу             | Прізвище, ім'я, по батькові   | Дата визнання обраним | Освіта             | Партійна приналежність    | Відомості про обраного депутата                    |
| -------------------- | ----------------------------- | --------------------- | ------------------ | ------------------------- | -------------------------------------------------- |
| Партія «ВІДРОДЖЕННЯ» |                               |                       |                    |                           |                                                    |
| 14                   | Ромащенко Людмила Григорівна  | 03.11.2010            | вища               | член Партії «ВІДРОДЖЕННЯ» | станція Закомельська, чергова                      |
| Партія регіонів      |                               |                       |                    |                           |                                                    |
| 1                    | Васюкова Тетяна Іванівна      | 03.11.2010            | середня            | член Партії регіонів      | тимчасово не працює                                |
| 3                    | Власенко Володимир Дмитрович  | 03.11.2010            | середня            | член Партії регіонів      | ЧП «Золота нива 1», охоронець                      |
| 7                    | Малишко Сергій Юрійович       | 03.11.2010            | середня спеціальна | член Партії регіонів      | ЧП «Золота нива 1», охоронець                      |
| 8                    | Кулик Євген Павлович          | 03.11.2010            | середня            | член Партії регіонів      | ЧП «Золота нива 1», тракторист                     |
| 10                   | Харитонова Оксана Павлівна    | 03.11.2010            | середня спеціальна | член Партії регіонів      | Іванчуківська сільська рада, секретар              |
| 11                   | Михайліченко Тетяна Петрівна  | 03.11.2010            | середня            | член Партії регіонів      | тимчасово не працює                                |
| Самовисування        |                               |                       |                    |                           |                                                    |
| 2                    | Власенко Андрій Володимирович | 03.11.2010            | середня спеціальна | позапартійний             | Левківська мед. амбулаторія, фельдшер              |
| 4                    | Лелека Світлана Дмитрівна     | 03.11.2010            | середня            | позапартійна              | тимчасово не працює                                |
| 5                    | Шавкун Олександр Іванович     | 03.11.2010            | середня            | позапартійний             | тимчасово не працює                                |
| 6                    | Мантула Анатолій Миколайович  | 03.11.2010            | середня            | позапартійний             | ДПДТ «Червоний Жовтень», водій                     |
| 9                    | Федоряка Микола Володимирович | 03.11.2010            | середня спеціальна | позапартійний             | ЗАТ Іванчуківське ХПП, начальник службової охорони |
| 12                   | Хижняк Сергій Леонідович      | 03.11.2010            | вища               | позапартійний             | Іванчуківська сільська рада, землевпорядник        |
| 13                   | Григорощук Людмила Григорівна | 03.11.2010            | середня спеціальна | позапартійна              | Іванчуківська сільська рада, головний бухгалтер    |
| 15                   | Субота Андрій Анатолійович    | 03.11.2010            | вища               | позапартійний             | тимчасово не працює                                |
| 16                   | Турко Людмила Олександрівна   | 03.11.2010            | середня спеціальна | позапартійна              | Іванчуківська сільська рада, бухгалтер             |

## Населення
Згідно з переписом УРСР 1989 року чисельність наявного населення сільської ради становила 1107 осіб, з яких 489 чоловіків та 618 жінок.
За переписом населення України 2001 року в сільській раді мешкало 1019 осіб.

### Мова
Розподіл населення за рідною мовою за даними перепису 2001 року:
| Мова       | Відсоток |
| ---------- | -------- |
| українська | 94,72 %  |
| російська  | 4,99 %   |
| інші       | 0,29 %   |